# Ernest Borgnine

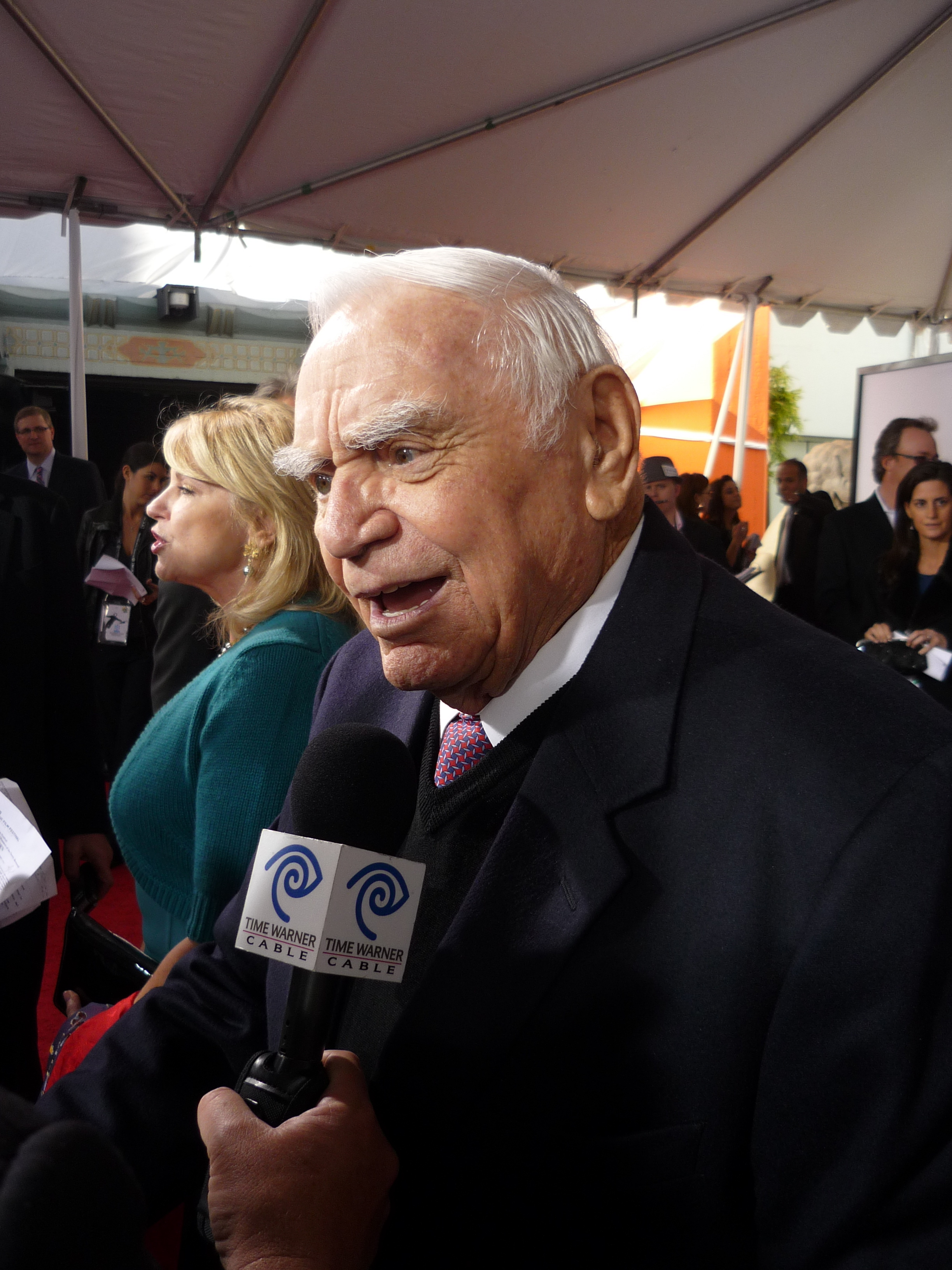
Borgnine, 2010

Ernest Borgnine (nume la naștere Ermes Effron Borgnino; n. 24 ianuarie 1917, Hamden⁠(d), Connecticut, SUA – d. 8 iulie 2012, Beverly Grove⁠(d), California, SUA) a fost un actor american de film, care a câștigat Premiul Oscar pentru rolul său din Marty (1955). Părinții lui erau emigranți italieni, aceștia divorțând pe când Ernest avea doar doi ani.  A rămas alături de mamă care l-a susținut să se apuce de actorie.

## Carieră
Și-a început cariera cinematografică în 1951 și a jucat în 115 filme, printre care: "Johnny Guitar", "Demetrius and the Gladiators", "The Dirty Dozen", "Willard", "The Poseidon Adventure", sitcomul "McHale 's Navy". Ernest Borgnine, în viața particulară, a fost căsătorit de cinci ori: cu Rhona Kemins în perioada 1946-1959; cu actrița Katy Jurado, între 1959 - 1964; a avut o scurtă căsătorie cu un star de musical de pe Broadway, Ethel Merman, în 1964; cu Donna Rancourt din 1964 până în 1972, iar ultima soție, cu care s-a căsătorit în 1973, a fost norvegiana Tova Traesnaes, șeful companiei sale de cosmetice. Performanța sa a fost rolul principal din filmul "Marty", pentru care a obținut, în 1956, premiul Academiei Americane de Film, Oscarul. A primit și o stea, în partea de sud, aria 6300, de pe Bulevardul Hollywood.

## Filmografie
- 1951 China Corsair
- 1951 The Mob
- 1951 The Whistle at Eaton Falls
- 1953 From Here to Eternity (De aici în eternitate)
- 1953 The Stranger Wore a Gun (Străinul era înarmat)
- 1954 Demetrius și gladiatorii) (Demetrius and the Gladiators)
- 1954 Johnny Chitară (Johnny Guitar), regia Nicholas Ray
- 1954 The Bounty Hunter
- 1954 Vera Cruz, regia Robert Aldrich
- 1955 O zi grea la Black Rock (Bad Day at Black Rock)
- 1955 Marty, regia Delbert Mann
- 1955 Run for Cover
- 1955 The Last Command
- 1955 The Square Jungle
- 1955 Violent Saturday
- 1956 Jubal
- 1956 The Best Things in Life Are Free
- 1956 The Catered Affair (O nuntă pe cinste)
- 1956 Three Brave Men
- 1958 The Badlanders (Terenuri aride)
- 1958 Vikingii (The Vikings), regia Richard Fleischer
- 1958 Torpedo Run
- 1959 The Rabbit Trap
- 1960 Man on a String
- 1960 Pay or Die
- 1960 Summer of the Seventeenth Doll
- 1961 Barabbas
- 1961 Go Naked in the World
- 1961 I briganti italiani
- 1961 Il Giudizio universale
- 1961 Il re di Poggioreale
- 1964 McHale's Navy (Un echipaj trăsnit)
- 1965 Pasărea Phoenix (The Flight of the Phoenix), regia Robert Aldrich
- 1966 The Oscar
- 1967 Chuka
- 1967 Duzina de ticăloși (The Dirty Dozen)
- 1968 Stația polară Zebra (Ice Station Zebra)
- 1968 The Legend of Lylah Clare (Legenda lui Lylah Clare)
- 1968 Împărțeala (The Split)
- 1969 Los desesperados
- 1969 Hoarda sălbatică (The Wild Bunch)
- 1970 Aventurierii (The Adventurers)
- 1970 Suppose They Gave a War and Nobody Came?
- 1971 Bunny O'Hare
- 1971 Hannie Caulder
- 1971 Rain for a Dusty Summer
- 1971 Willard
- 1972 Aventura lui Poseidon (The Poseidon Adventure)
- 1972 The Ravengers (Ochi pentru ochi și dinte pentru dinte)
- 1972 Un uomo dalla pelle dura
- 1973 Emperor of the North Pole
- 1973 The Neptune Factor – Scafandrul șef Don MacKay
- 1974 Law and Disorder
- 1974 Sunday in the Country
- 1975 Hustle (Pe urmele criminalului)
- 1975 The Devil's Rain - Jonathan Corbis
- 1976 Shoot (Rafala ucigașă)
- 1977 Crossed Swords (Prinț și cerșetor)
- 1977 The Greatest
- 1978 Convoy (Convoiul)
- 1979 All Quiet on the Westren Front (Nimic nou pe frontul de vest)
- 1979 Ravagers
- 1979 The Black Hole (Gaura neagră)
- 1979 The Double McGuffin
- 1979 Vestul sălbatic (The Wild West), regia Laurence Joachim
- 1980 Superpolițistul (Poliziotto superpiu), regia Sergio Corbucci
- 1980 Vulcanul (When Time Ran Out)
- 1981 Deadly Blessing
- 1981 Escape from New York
- 1981 High Risk
- 1983 Blood Feud (Kennedy versus Hoffa)
- 1983 Young Warriors
- 1984 Cane arrabbiato
- 1984 Geheimcode: Wildgänse
- 1985 Alice in Wonderland (Alice în Țara Minunilor)
- 1985 The Dirty Dozen: Next Mission
- 1987 The Dirty Dozen: The Deadly Mission (Duzina de ticăloși: Misiune mortală)
- 1988 Bersaglio sull'autostrada
- 1988 Qualcuno pagherà?
- 1988 Skeleton Coast
- 1988 Spike of Bensonhurst
- 1988 The Big Turnaround
- 1989 Gummibärchen küßt man nicht
- 1989 Laser Mission (Misiunea Laser)
- 1990 Any Man's Death (Investigatii periculoase )
- 1990 Appearances (Aparențe)
- 1990 L'ultima partita
- 1990 Tides of War
- 1994 Outlaws: The Legend of O.B. Taggart
- 1994 Spirit of the Season
- 1995 Captiva Island
- 1996 All Dogs Go to Heaven 2 (Toți cățeii merg în Rai)
- 1996 Merlin's Shop of Mystical Wonders
- 1997 Gattaca
- 1997 McHale's Navy (Un echipaj trăsnit)
- 1998 12 Bucks
- 1998 An All Dogs Christmas Carol (Crăciun pentru toți cățeii)
- 1998 BASEketball
- 1998 Mel (Țestoasa Mel)
- 1998 Small Soldiers (Soldățeii)
- 1999 Abilene (Umbrele trecutului)
- 1999 The Last Great Ride (Cursa de adio)
- 2000 Castle Rock
- 2000 Hoover
- 2000 The Kiss of Debt
- 2000 The Lost Treasure of Sawtooth Island (Comoara dispărută)
- 2002 11'09''01 - September 11 (11 povești pentru 11 septembrie)
- 2002 Whiplash
- 2003 The Long Ride Home
- 2004 Barn Red (Lupta pentru pământ)
- 2004 Blueberry, l'experience secrete (Blueberry, experiența secretă)
- 2004 The Trail to Hope Rose (Umbrele trecutului)
- 2005 3 Below
- 2005 Rail Kings
- 2005 That One Summer
- 2006 La cura del gorilla (Gorila)
- 2007 - A Grandpa for Christmas (Un bunic de Crăciun)
- 2007 Oliviero Rising
- 2008 Aces 'N' Eights (O mână câștigătoare)
- 2008 Chinaman's Chance
- 2008 Frozen Stupid
- 2008 Strange Wilderness (Tăntălăi în sălbăticie)
- 2008 The Prologue to Houdini Magic's Expert at the Card Table
- 2009 Another Harvest Moon (Încă o lună plină)
- 2009 Death Keeps Coming
- 2009 The Wishing Well (Fântâna dorințelor)
- 2010 Enemy Mind
- 2010 Red (Greu de pensionat)
- 2010 The Genesis Code
- 2011 Love's Christmas Journey (Învăluiți de iubire)
- 2011 Night Club
- 2011 Snatched
- 2011 The Lion of Judah
- 2012 The Man Who Shook the Hand of Vicente Fernandez (Omul care a dat mâna cu Vincente Fernandez)